# IC 3118
IC 3118 ist eine irreguläre Zwerggalaxie vom Hubble-Typ Im im Sternbild Jungfrau auf der Ekliptik. Sie ist schätzungsweise 67 Millionen Lichtjahre von der Milchstraße entfernt.
Das Objekt wurde am 10. Februar 1900 von dem deutschen Astronomen Arnold Schwassmann entdeckt.